# トラベルバンク
株式会社トラベルバンク（英文名称:TRAVEL BANK, INC.）は、東京都品川区に本社を置いていたJTBの完全子会社で、国際キャッシュカードの発行や「JTBたびたびバンク」などの積立サービスなどを手掛けていた企業。

## 概要
バンカーズパートナーの法人格と同社が手がけてきた「JTBたびたびバンク」サポート関連の事業を継承し、2007年9月に発足した。
わくわくプラス、Visaトラベルプリペイドカードの発行のほか、Visaトラベルプリペイドカードの営業、運営の受託も手掛けていた。
2018年4月1日、JTBに吸収合併され、解散した。

## 沿革
- 2007年9月 - 株式会社バンカーズパートナーから株式会社トラベルバンクに商号変更。
- 2009年7月 - Visaトラベルプリペイドカードを発行開始。
- 2010年9月 - Visaトラベルプリペイドカードの発行業務をジェイティービーへ譲渡し、当社における当該部門はネット上の営業窓口に限り手がけることになった。
- 2018年4月1日 - 株式会社JTBに吸収合併され、解散。